# Jubiläums-Medaille des 2. Königlich Bayerischen Infanterie Regiments „Kronprinz“

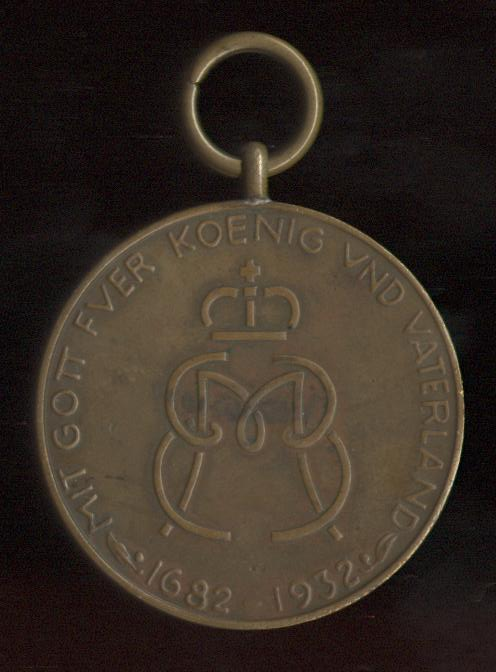
Jubiläumsmedaille, Vorderseite

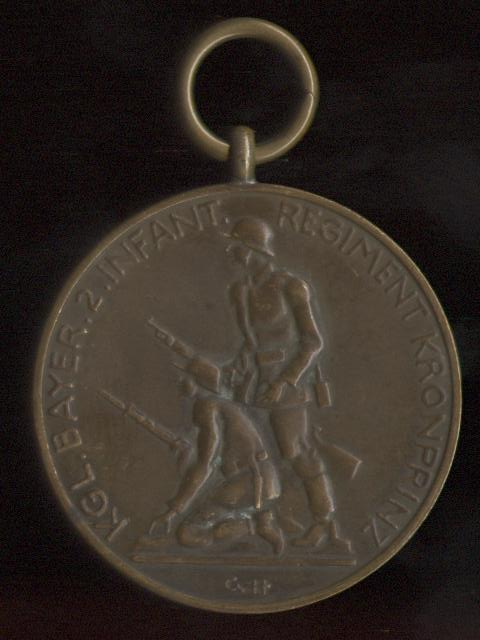
Jubiläumsmedaille, Rückseite

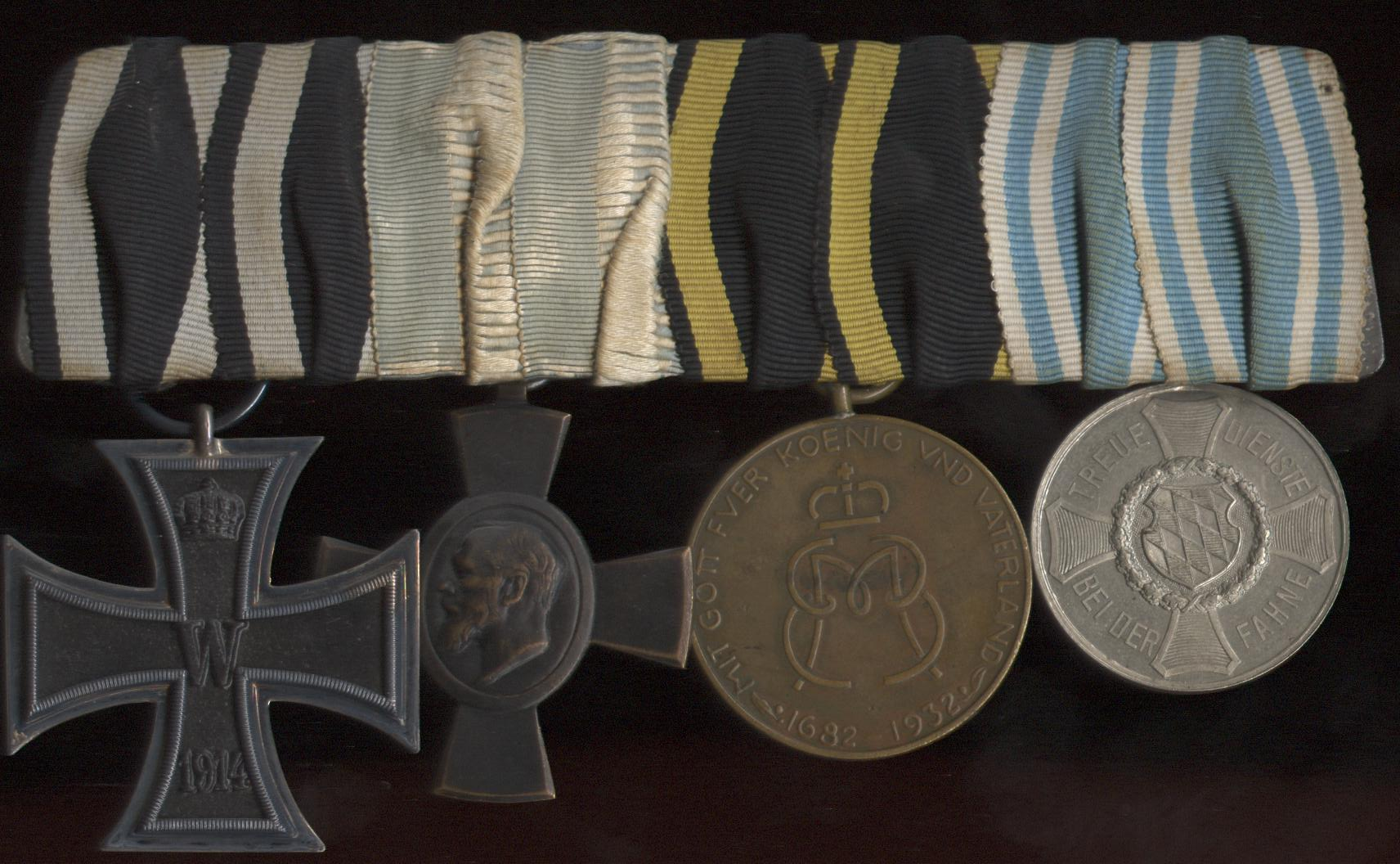
Jubiläumsmedaille an einer großen Bandschnalle (2.v.r.)

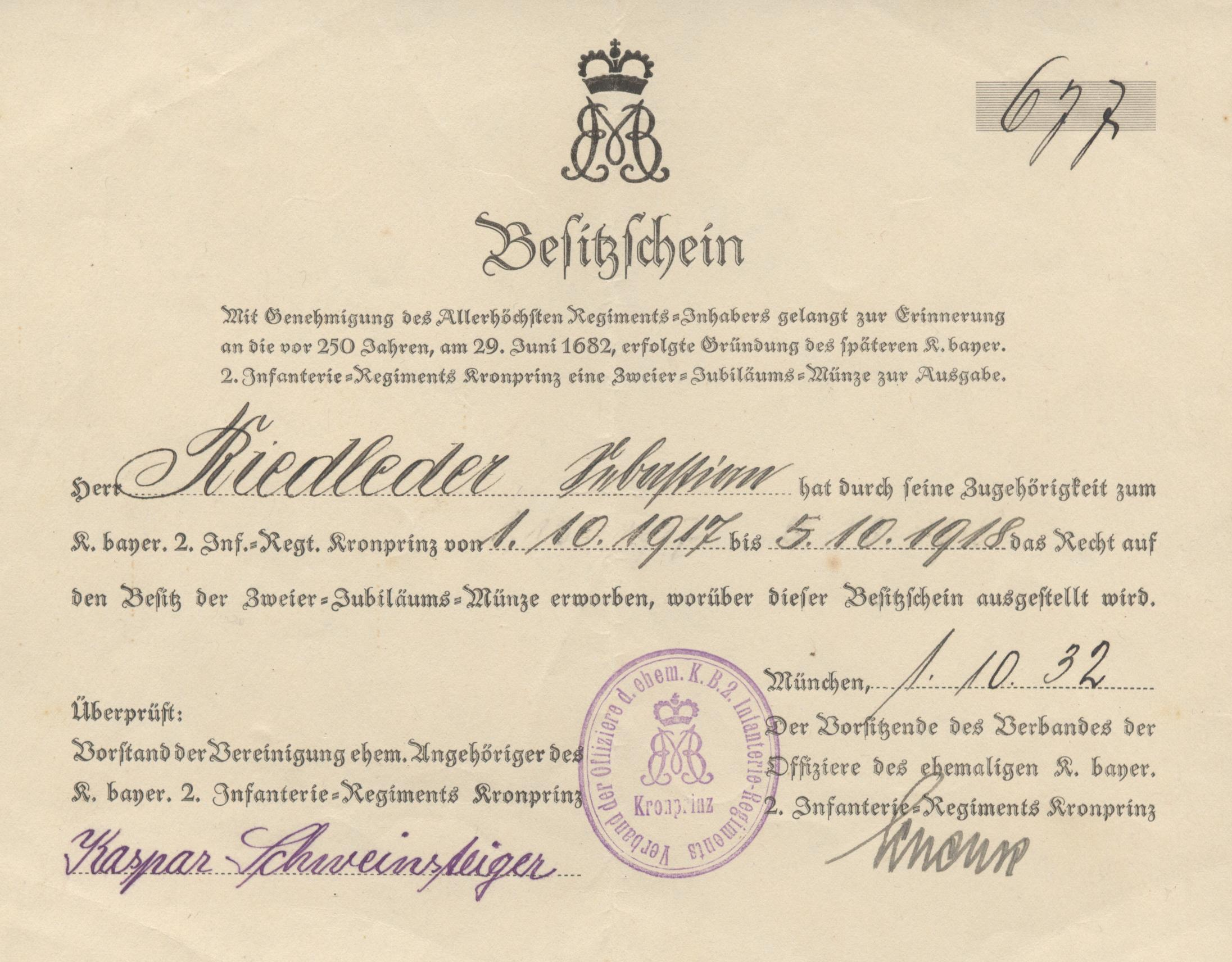
Besitzzeugnis zur Jubiläumsmedaille

Die Jubiläums-Medaille des 2. Königlich Bayerischen Infanterie Regiments „Kronprinz“ ist eine bayerische Erinnerungsdekoration, die unter dem Protektorat des Thronprätendenten Kronprinz Rupprecht von Bayern 1932 gestiftet und verliehen wurde.

## Stiftung
Die Erinnerungsmedaille wurde am 29. Juni 1932, unter dem Protektorat des letzten Regimentsinhabers Kronprinz Rupprecht von Bayern, gestiftet und von der Vereinigung ehemaliger Angehöriger des 2. Bayerischen Infanterie-Regiments „Kronprinz“ anlässlich des 250-jährigen Gründungsjubiläums der renommierten Truppenformation verliehen. Verleihungsanspruch hatten alle ehemaligen Regimentsangehörigen, die im Besitz der bürgerlichen Ehrenrechte waren. 
Es wurden ca. 1000 Medaillen verliehen.

## Aussehen
Die runde, aus Bronze gefertigte Medaille zeigt mittig das gekrönte Regimentsmonogramm M E (Max Emanuel) mit der umlaufenden Inschrift MIT GOTT FVER KOENIG VND VATERLAND 1682 - 1932. Auf der Rückseite sind zwei bewaffnete Soldaten in Uniformen des Ersten Weltkriegs, einer stehend und einer kniend, zu sehen. Darunter findet sich das Monogramm des Stempelschneiders GH. Umschlossen ist die Abbildung von der Inschrift KGL. BAYER. 2. INFANT. REGIMENT KRONPRINZ. 
Die Medaille hat einen Durchmesser vom 37 mm und auf dem Rand ist die Prägung BAYER. HAUPTMÜNZAMT zu lesen.

## Trageweise
Getragen wurde die Auszeichnung an einem schwarzen Band mit gelben Seitenstreifen in 2 mm Abstand von den Bandkanten auf der linken Brustseite.